# ハシブトゴイ

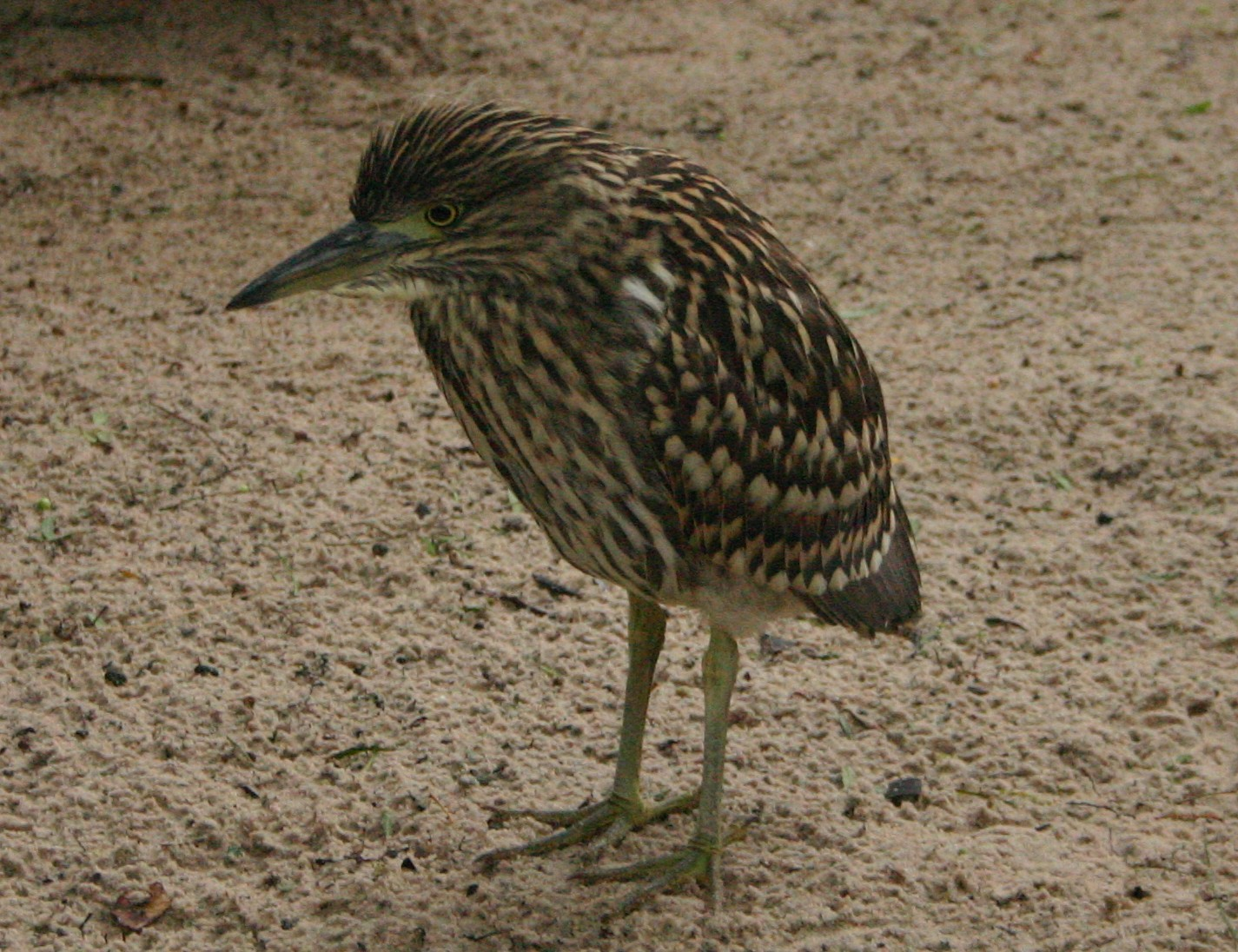
ハシブトゴイの幼鳥

ハシブトゴイ（嘴太五位、学名:Nycticorax caledonicus）は、ペリカン目サギ科に分類される鳥類の一種である。名前の由来は太いクチバシ。
かつて小笠原諸島に亜種オガサワラハシブトゴイ（学名N. caledonicus crassirostris）が生息していたが絶滅した。

## 分布
フィリピン・インドネシア・ニューギニア・オーストラリア及び周辺諸島に生息する。
日本では、かつて小笠原諸島媒島に亜種オガサワラハシブトゴイ（学名N. caledonicus crassirostris）が生息していた。これは亜種としては最も北方に生息する種であった。しかし、1889年に採集されたのを最後に記録がなく、絶滅したと考えられている。

## 形態
全長約60cm。ゴイサギよりやや大きい。頭の上は黒く後頭部から白い紐状の冠羽が出ている。体の上面は淡い栗色で体の下面は白色。目先は黄緑色、虹彩は黄色である。嘴は黒色で他のサギ類よりもやや太めであるが、小笠原諸島の亜種は特に嘴が太かった（これが和名の由来である）。足は黄緑色だが、繁殖期にはやや赤みがかってくる。
幼鳥は茶褐色の体に黄白斑がある。

## 生態
森林の沼地や湿地に生息する。夜行性である。
魚類、両生類、昆虫類を捕食する。
繁殖形態は卵生。集団繁殖地（コロニー）を形成するが、まれに番いで繁殖する。樹上に木の枝を組み合わせた巣を作り、1腹2-5個の卵を産む。

## 亜種
以下の6亜種に分類される。
- Nycticorax caledonicus manillensis マニラハシブトゴイ
- Nycticorax caledonicus hilli
- Nycticorax caledonicus mandibularis
- Nycticorax caledonicus crassirostris　（オガサワラ）ハシブトゴイ
- Nycticorax caledonicus pelewensis　ナンヨウハシブトゴイ
- Nycticorax caledonicus caledonicus

## 保全状態評価
- LEAST CONCERN (IUCN Red List Ver. 3.1 (2001))

オーストラリア等では普通種。
- 絶滅（環境省レッドリスト）[1]

### 日本での絶滅の理由
最後に採集された記録が古いため、小笠原諸島における本種の生態は不明である。また、絶滅に至る原因も正確にはわからない。ただ、他の小笠原産の絶滅種同様、海辺の森林の伐採や野生化したヤギの食害による生息環境の破壊が主要因だと言われている。また寛文10年（1670年）に船が難破して母島に漂着した長右衛門ら6人が、同地でゴイサギ位の大きさの鳥を手で捕らえて食べた記録があることから、外敵に対する警戒心が薄く、島の開拓者による狩猟や彼等が持ち込んだネコやネズミなどの動物による捕食も原因のひとつに考えられている。